# Metaltella
Metaltella là một chi nhện trong họ Amphinectidae. De soorten phân bố ở Zuid-Amerika.

## Onderliggende soorten
- Metaltella arcoiris (Mello-Leitão, 1943)
- Metaltella iheringi (Keyserling, 1891)
- Metaltella imitans (Mello-Leitão, 1940)
- Metaltella rorulenta (Nicolet, 1849)
- Metaltella simoni (Keyserling, 1878)
- Metaltella tigrina (Mello-Leitão, 1943)